# اتحادیه‌گرایی باز
اتحادیه‌گرایی باز یا اتحادیه‌گرایی متن‌باز اصطلاحی است که توسط ریچارد بی. فریمن و جوئل راجرز، دو استاد دانشگاه، ابداع شده است، این نوع اتحادیه مدل جدید و محتملی را برای سازماندهی کارگران توضیح می‌دهد که به جنبش کارگری وابسته است: «درس‌های تاریخی خود را با عضویت متنوع جدی بگیرد و در ارتباطات و خدمات‌رسانی به اعضا، بیشتر به اینترنت متکی می‌باشد».
این ایده در مقاله‌ای در ژوئن ۲۰۰۴ در نشریه ملت (The Nation) رواج یافت و پیش از آن در مقاله‌ای در شماره بهار ۲۰۰۲ مجله دانشگاهی کار در آمریکا (WorkingUSA) به‌طور مشروح‌تری شرح داده شد.